# Heike Erkers
Heike Doris Erkers, född den 27 juni 1959 i Stockholm, är en svensk fackföreningsledare och förbundsordförande i Akademikerförbundet SSR.

## Biografi
Erkers tog 1982 en examen inom beteendevetenskap som utredningssociolog vid Göteborgs universitet. Hon är beteendevetare och har varit förbundsordförande sedan 2012. Heike Erkers är tjänstledig från sitt arbete som avdelningschef på Arbetsförmedlingen.
Heike Erkers inledde sin fackliga bana i början av 1990-talet och valdes in i Akademikerförbundet SSRs förbundsstyrelse 11 maj 2003, blev första vice ordförande den 14 maj 2006 och vid kongressen den 13 maj 2012 efterträdde hon Christin Johansson som förbundsordförande.
Heike Erkers sitter också i presidiet i SACO:s styrelse. Hon har dessutom varit ordförande i  Union to Union. 2024 sitter hon i styrelsen vid Malmö universitet. 
Akademikerförbundet SSR har haft en obruten tillväxtkurva sedan förbundet bildades 1958, och har (2025) drygt 80 000 medlemmar.